# Dass jezik
Dass jezik (barawa; ISO 639-3: dot), zapadnočadski jezik kojim govori 8 830 ljudi iz istoimenog plemena Dass u nigerijskim državama Bauchi i Plateau. 
Postoji više dijalekata: lukshi (dekshi; 1 130), durr-baraza (bandas; 4 700 ), zumbul (boodla) i wandi (wangday) (700) i dot (dwat, zodi, dott; 2 300, po popisu iz 1971).

## Vanjske poveznice
- Ethnologue (14th)
- Ethnologue (15th)